# Orange County (New York)
Orange County is een county in de Amerikaanse staat New York.
De county heeft een landoppervlakte van 2.114 km² en telt 341.367 inwoners (volkstelling 2000). De hoofdplaats is Goshen.

## Geboren
- George Clinton (Little Britain, 1739-1812), vicepresident van de Verenigde Staten (1804-1812) en gouverneur van New York (1777-1795, 1801-1804)